# Gmina Aleksandrów (Powiat Biłgorajski)
Die Gmina Aleksandrów ist eine Landgemeinde im Powiat Biłgorajski der Woiwodschaft Lublin in Polen. Ihr Sitz ist das gleichnamige Dorf mit etwa 3240 Einwohnern.

## Geographie
Die Gemeinde liegt in der Puszczanska-Ebene auf einer Höhe von 220 m über dem Meeresspiegel. An der West- und Nordseite grenzt sie an einen großen Bereich des Solska-Waldes, an der Südseite trennt ein schmaler Waldstreifen die Gemeinde vom Fluss Tanwia und östlich grenzt sie an den Fluss Szum. Ihre Fläche von 53,22 km², wird zu 63 % land- und zu 32 % forstwirtschaftlich genutzt (Stand: 2002).
Die Landgemeinde grenzt an folgende Gemeinden: Im Norden an Tereszpol, im Osten an Józefów, im Süden an Księżpol und im Westen an die Landgemeinde Biłgoraj.

## Geschichte
Die Gemeinde Aleksandrów wurde am 1. Januar 1992 aus dem westlichen Teil der Gemeinde Józefów gegründet. In den Jahren von 1975 bis 1998 gehörte das Gemeindegebiet zur Woiwodschaft Zamość. Zum 31. Dezember 2006 verzeichnete die Gemeinde 3194 Einwohner.
Bei den Parlamentswahlen 2007 bekam die LPR mit 11,7 % ein Rekordmaß an Wahlstimmen.

## Gliederung
Zur Landgemeinde Aleksandrów gehören die vier Schulzenämter: Aleksandrów I, Aleksandrów II, Aleksandrów III und Aleksandrów IV.
Ein weiterer kleiner Ort der Gemeinde ist Margole. Siedlungen und Weiler sind: Bukowiec, Dąbrowa, Podlas, Sigła und Trzepietniak.